# خط سرياني شرقي

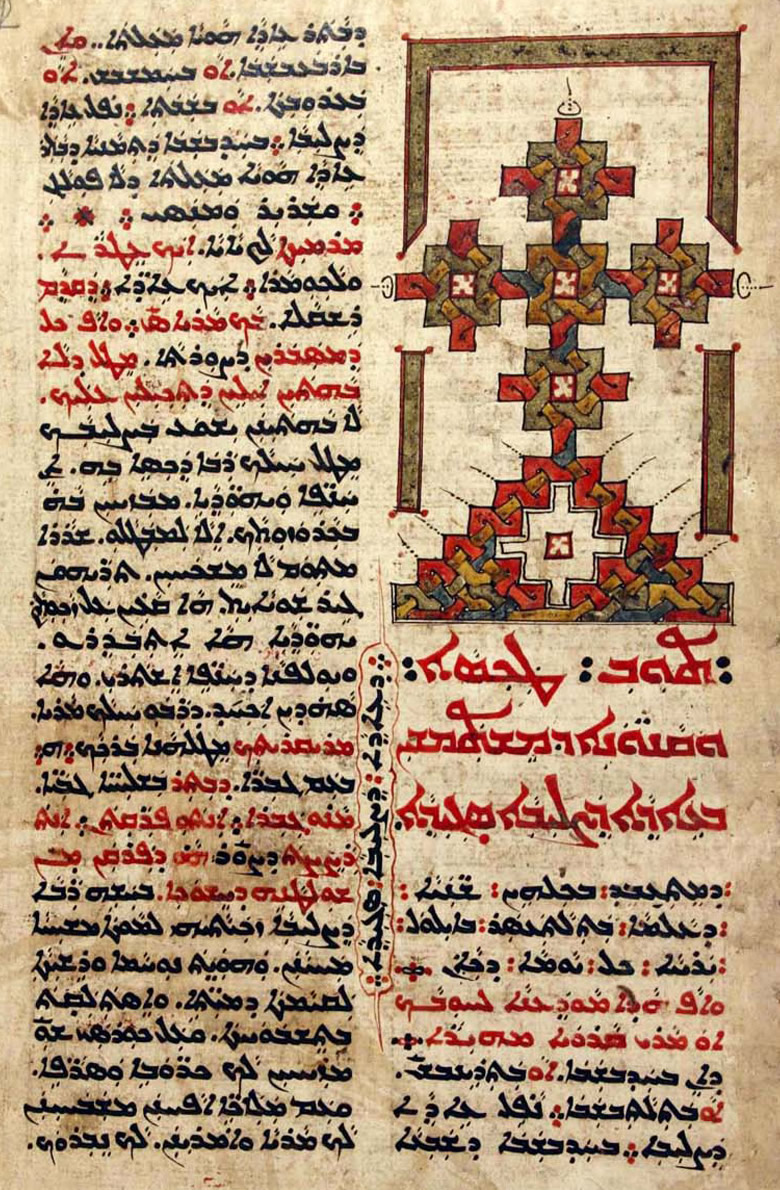
نص طقوسي من القرن السابع عشر مكتوب باللغة السريانية الكلاسيكية مع الإشارة إلى حروف العلة الشرقية (المدنخايا).

الحرف السرياني الشرقي أو خط المدنحايا، (بالسريانية: ܡܕܢܚܝܐ) كما يسمى أحيانا ب-الخط النسطوري، هو أحد خطوط الأبجدية السريانية، ويستعمل بشكل لدى الكنائس السريانية الشرقية، أي كنيسة المشرق الآشورية والكنيسة الآشورية القديمة والكنيسة الكلدانية.
تعود أصل التسمية إلى كلمة «مدنحا» ܡܕܢܚܐ أي «الشرق» إشارة إلى شرق نهر الفرات حيث نشأ هذا الخط. يعود أقدم نص مكتشف بهذا الخط إلى القرن السابع الميلادي.